# 船津伝次平
船津 伝次平（ふなつ でんじべい、天保3年10月1日（1832年10月24日） - 1898年（明治31年）6月15日）は、幕末から明治時代にかけて活動した農業研究家。幼名は市造。上野国勢多郡原之郷（後の群馬県勢多郡富士見村大字原之郷、現・群馬県前橋市富士見町原之郷）出身。篤農家として評価された「明治の三老農」の一人であり、駒場農学校講師。
幕末、出身地の名主・村役人として名望を集める傍ら、実践的な農業技術の改良にあたり、成功を収める。その実績を買われて明治維新後は中央に招かれ、引き続き農業技術の改良に取り組みながら、講演等で生涯にわたって各地の農業振興に努めた。日本の在来農法を基礎に改良しながら、西洋農法の手法をも部分的に折衷した「船津農法」の考案者である。46歳の時に群馬県赤城山麓の農業指導者から駒場農学校の教官に抜てきされ、講義の傍ら、自ら先頭に立って学生達と一緒に駒場の原野に開墾のクワをふるって農場を拓き、実習田をつくった。経験を重んじる在来の日本農業に西洋の近代農法を積極的に採り入れた「混同農事」に力を入れ、その後、この農法は全国に普及していった。

## 生涯

### 生い立ち
船津家の先祖は、甲斐国都留郡船津村の船津兵庫藤原道真という武田信玄の家臣で、天正年間に上野国に移り住んだとされる。伝次平の名は船津家世襲の公儀名で、市造は4代目にあたる。
船津市造は父利兵衛路雄（3代伝次平）、母いしの長男として天保3年10月1日（1832年10月24日）に生まれた。
利兵衛路雄は藍沢無満に学び、原之郷の名主を務めた人物で、天保10年（1839年）ごろから寺子屋「九十九庵」を開いた。利兵衛路雄は俳句にすぐれ「午麦」「白庵」と号したが、九十九庵の名も白庵の号も、地元の九十九山に由来する。
幼少期の市造も父から教えを受けたものとみられるが、それに飽き足らず嘉永2年（1849年）に下野国小俣の和算家、大川茂八郎に弟子入りし最上流の和算を学ぶ。さらに翌年には群馬郡板井（現・那波郡玉村町板井）の和算家、斎藤宜義に関流算学を学んだ。安政3年（1856年）8月には大洞赤城神社に算額を奉納し、文久2年（1862年）9月に関流免許皆伝を受けるなど熟達しており、船津伝次平の弟子、大原福太郎が大正時代に大胡神社に奉納した算額は前橋市指定文化財となっている。斎藤宜義門下の兄弟弟子には東京大学の嘱託となり和算術書の調査を行った萩原禎助がおり、伝次平の和算の質問に答えた書翰が残る。
安政4年（1857年）12月5日、父利兵衛路雄が死去し、市造は伝次平を襲名し、寺子屋を受け継いた。同月父と同じく藍沢無満に弟子入りした。伝次平が無満の弟子であったのは無満が死去するまでの7年間だけだったが、伝次平は「冬扇」という号を称して弟子の中で重きをなし、明治19年（1886年）に『蓼園無満発句集』を出版している。

### 郷里での活動
安政5年（1858年）1月に伝次平は原之郷の名主に選ばれる。
この時期の伝次平の功績として広く知られたものに、安政5年（1858年）から3か年をかけて行われた赤城山植林事業がある。洪水防止、水源涵養、木材増産を目的に伝次平が前橋藩に申し出て行ったと言われる事業であるが、実際には藩命によって実施されたもので、伝次平は名主の立場で村民の指揮にあたったものとみられる。
万延元年（1860年）2月、名主の任期を終えるにあたり、剃髪して再び公職に就かない決心を明らかにした。名主の仕事に忙殺されて研究に取り組めないばかりか、既存施設の維持にも困難をきたすからであった。伝次平の決心にもかかわらず、慶応3年（1867年）正月に再度名主に選ばれ、翌年には原之郷外35ヶ村の大惣代を命じられ2人扶持苗字帯刀を許された。仕方なく伝次平はかつらを身につけて役目を果たしたという。
伝次平が赤城南麓の水不足を解消するため、大沼から用水を開鑿することを計画したのもこの頃だった。明治初年に伝次平は設計図と趣意書に村の有志の書名を集めている。この時点では計画が進展することはなかったが、木村与作、樺沢政吉らの努力によって昭和31年（1956年）赤城大沼用水として現実のものとなる。
明治5年（1872年）、学制が発布されると寺子屋九十九庵もその役目を終えたが、伝次平は小学校設置方学務掛を命じられ、原小学校の開校に携わった。
明治6年（1873年）明治改暦によって太陽暦が採用されると、新暦による農作業日程に慣れていない人々に向けて、『太陽暦耕作一覧』を作成し配布した。さらに、桑の苗の量産技術である『桑苗簾伏方法』を考案・公表した。桑苗簾伏方法は成功率・品質面で難はあるものの、育苗可能期間の長さ、桑葉を使用した後の枝朶を使用する経済性、簡易で大量の生産が可能なことなどの点で優れていた。『太陽暦耕作一覧』と『桑苗簾伏方法』は熊谷県が高く評価し、これを印刷して県下の農家に広めた。明治7年（1874年）6月に熊谷県は西洋農具3点（ホー、レーキ、ホーク）を授与し表彰した。伝次平はホークの有用性を認め村の鍛冶屋に作らせて普及させたという。
明治6年（1873年）3月には第三大区長根井弥七郎行雄のもとで、北代田八幡社外十社の祠掌に任命される。これは教部省を中心とする祭政一致政策に関連し、教導職として「国体ヲ弁ヘ理義ニ通ジ其言行皆師表ノ任ニ勝ユベキ」（「神官奉務規則」）人物であると根井行雄が認めて選んだものである。
地租改正が熊谷県でも行われることになると、明治9年（1876年）1月に第三大区五小区（原之郷）の地租改正御用掛に任命された。伝次平は「木盤小方機」と称される測量器具を考案し、第三大区内で測量の実地指導を行った。同年12月には第三大区56か村の地租改正総代人として熊谷県令楫取素彦に誓詞を提出している。

### 駒場農学校出仕
内務省は明治7年（1874年）に農事修学場（駒場農学校の前身）を設置し、明治8年（1875年）3月7日付で樹芸、養蚕、本草の三科に特に秀でた者1、2名を推挙すべしとの布達を各府県に発した。伝次平は熊谷県令楫取素彦の推挙を受け、明治10年（1877年）12月24日に内務省御用掛に任命された。各府県から森立之、津田仙をはじめとして少なくない人物が推挙されたが、採用されたのは伝次平ただ一人だった。
採用にあたっては、元前橋藩士速水堅曹のはたらきかけがあった。速水堅曹『履歴抜萃・自記』には、明治2年（1869年）1月13日に伝次平が来訪したとの記述で初めて現れ、桑畑・蚕室の売買契約に同行したなどの記述もある。伝次平は内務省御用掛任命に先立ち、明治10年（1877年）10月23日に出張で群馬県を訪れていた内務卿大久保利通に面会し、日本農事改良を託されているが、その場所は速水堅曹の設立運営していた関根製糸場だった。速水堅曹は伝次平を大久保利通に紹介するにあたり、「月給300円を支給するだけの価値のある人物がいるが、政府がそんな高給を払えないと言うのであれば、300円を支給するには及ばない。彼は自分にそれだけの価値があるとして待遇されれば月給30円でも受けてくれるに違いない」と言ったと後に語っている。
明治11年（1878年）1月、明治天皇の行幸があり駒場農学校開校式が行われた。伝次平は農学校構内の官舎に寄留し駒場農学校の構内53町のうち6町5反の土地を開墾して農場を拓いた。伝次平はお雇い外国人が西洋式農法を実施する「泰西農場」との比較のため、「本邦農場」における日本式農法の実習を担当した。

### 甲部普通農事巡回教師として全国を回る
明治18年（1885年）8月、農事巡回教師制度が設置された。農事巡回教師に任命された専門家が地方を巡回し、一般農家向けの講演・質問回答を行うことで農家の啓蒙を図った。農事巡回教師には普通農事・養蚕・製糸・製茶・糖業・害虫・牧畜の分野があり、農商務省から全国に派遣される甲部農事巡回教師と地方官が有識者を選出する乙部農事巡回教師の2種類があった。甲部普通農事巡回教師に任命されたのは、伝次平と、駒場農学校卒業生の酒匂常明、沢野淳の3人だった。
明治14年（1881年）に岐阜県農学校に出張し講演や質問回答を行っているように、駒場農学校勤務時代から地方に出張し指導にあたっていたが、甲部普通農事巡回教師兼務期間を経て、明治19年（1876年）4月から駒場農学校の任を解かれ巡回教師専任として全国を回ることとなる。
駒場農学校退職については、井上馨農商務大臣（実際の就任は明治21年）が米国式の大農器具を駒場農場に導入することを迫ったため、日本の国情に適さないと反発して駒場を去った、と説明されることがあるが、酒匂常明と横井時敬の両者がこの説を否定している。
明治26年（1893年）に農事巡回教師制度は廃止されるが、伝次平は農事試験場技手として以後も全国を回り指導に努めた。駒場農学校時代の明治11年（1868年）から農商務省を退官する明治31年（1898年）までの出張で沖縄県を除く全国に派遣された（#出張歴を参照）。

### 退官と死去
明治31年（1898年）3月31日、満65歳となっていた伝次平は健康がすぐれないことから農商務省を退官した。退官にあたってもなお農事試験事項の嘱託を受けた。郷里に戻って隠居所の新築を指示していたところ、病床に伏し、6月15日に死去した。農繁期のため葬儀は7月20日に円龍寺で営まれた。
大正7年（1918年）11月18日、従五位を追贈された。

## 年表

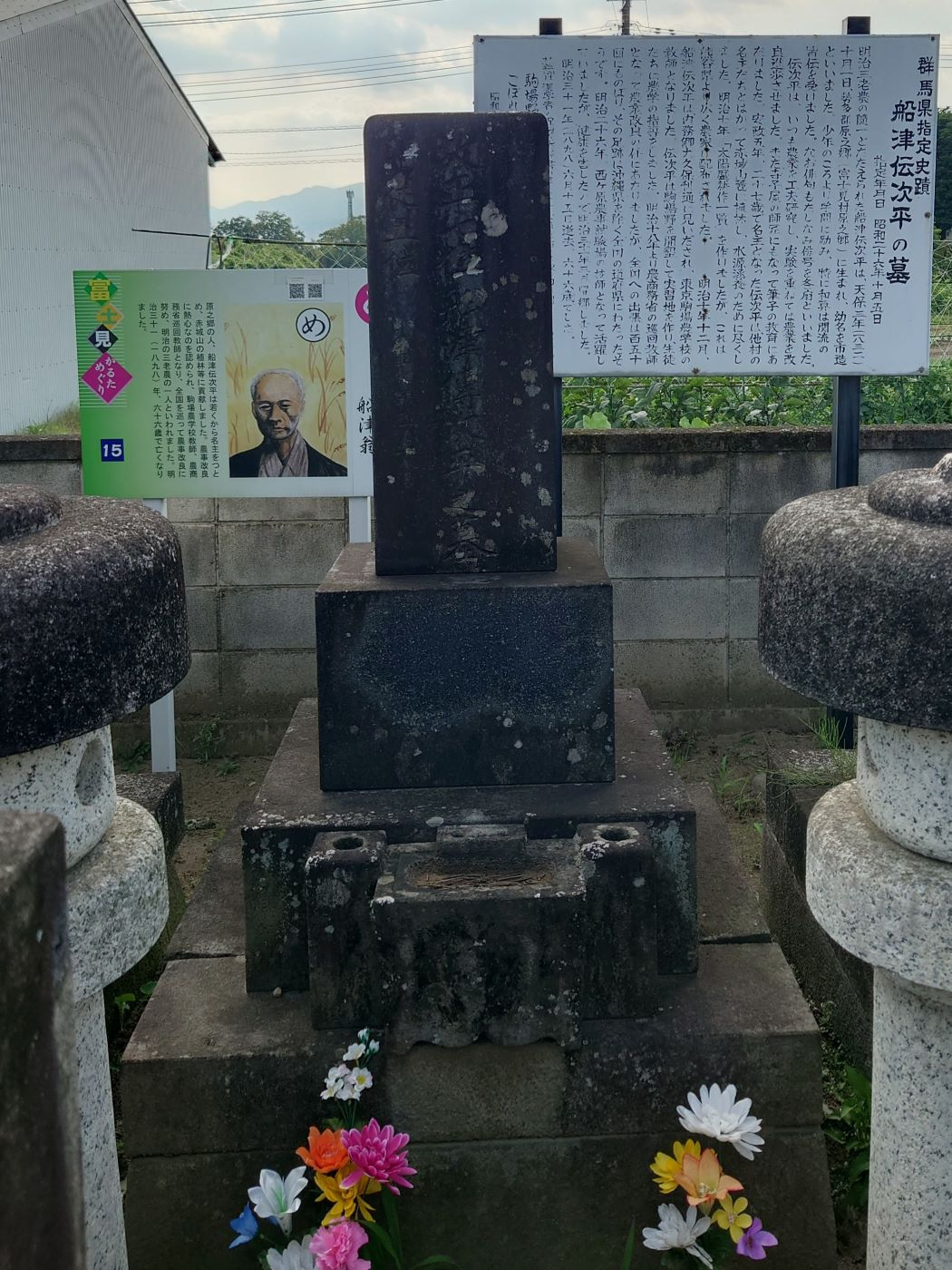
前橋市富士見町原之郷にある船津伝次平の墓（群馬県指定史跡）。

- 天保3年（1832年）10月1日 - 父船津伝次平（本名利兵衛路雄）、母よしの長男として誕生。
- 安政4年（1857年）12月5日 - 父が死去、船津伝次平襲名。
- 安政5年（1858年）1月 - 名主に就任。赤城山植林事業を指導。
- 万延元年（1860年）2月 - 職を辞す。
- 慶応3年（1867年）1月 - 再び名主となる。
- 明治元年（1868年）10月 - 原之郷外三十五ヶ村の大惣代を命ぜられる。
- 明治3年（1870年）2月 - 郷中取締役勧農方兼務[34]。
- 明治5年（1872年）
  - 1月 - 組頭役任命[34]。
  - 10月 - 頭取組頭役任命[34]。
- 明治6年（1873年）
  - 1月 - 職を辞す。
  - 3月 - 北代田八幡社外十社の祠掌となる。
- 明治7年（1874年）6月 - 『桑苗簾伏方法』『太陽暦耕作一覧』著述の功績により熊谷県から表彰。
- 明治9年（1876年）1月 - 地租改正用掛任命。

- 明治10年（1877年）
  - 10月 - 出張で来県した内務卿大久保利通と面会。日本農事改良を託せられる。
  - 12月 - 内務省御用掛・勧農局事務取扱に任命。準判任官。月俸30円。

- 明治11年（1878年）1月 - 駒場農学校（現在の東京大学農学部）開校。構内の官舎に居留し指導の任にあたる。
- 明治14年（1881年）
  - 3月 - 第二回内国勧業博覧会審査官。
  - 4月 - 内務省勧農局廃止につき、新設の農商務省御用掛・農務局事務取扱に任命。準判任官。月俸35円。
- 明治16年（1883年）
  - 4月 - 陸産課事務兼勤。
  - 11月 - 樹芸課事務兼勤。
- 明治18年（1885年）12月 - 農商務省各局課廃止につき農務局勤務を命じられる。
- 明治19年（1886年）
  - 2月 - 樹芸課勤務を命じられる。駒場農学校兼勤。
  - 3月 - 農商務省四等属。
  - 5月 - 判任官四等。
  - 12月 - 蚕茶課兼務。
- 明治20年（1887年）4月 - 臨時取調兼勤。
- 明治23年（1890年）
  - 3月 - 第三回内国勧業博覧会審査官。
  - 11月 - 藍綬褒章を賜う。
- 明治24年（1891年）10月 - 農商務技手任命。
- 明治26年（1893年）
  - 4月 - 西ヶ原農事試験場技手を兼任。
  - 8月 - 農事試験場技手任命。
- 明治27年（1894年）3月 - 農商務技手兼農事試験場技手任命。
- 明治28年（1894年）3月 - 農務局農事課勤務を命じられる。
- 明治29年（1896年）
  - 4月 - 農事試験場技師任命。高等官七等。
  - 5月11日 - 従七位[35]。
- 明治31年（1898年）
  - 2月18日 - 高等官六等[36]。
  - 3月24日 - 正七位[37]。
  - 3月31日 - 農商務省を退官[38]。農事試験事項の調査嘱託。
  - 6月15日 - 死去。
- 大正7年（1918年）11月18日 - 贈従五位。
- 昭和26年（1951年）10月5日 - 地元の墓が群馬県指定史跡になる[39]。

## 出張歴
巡回教師に任ぜられる以前の駒場農学校勤務時代を含め、全国各地に出張を申し付けられ講演を行った。明治24年（1891年）3月の大分県を以て沖縄県を除く全国を巡回したことになり、これを祝して農商務省の同僚や農科大学の職員から銀杯を贈られている。辞令が残っているものでは、119回の出張でのべ153道府県を訪問している。以下の表は、『船津伝次平翁伝』の「辞令写」による（月日は辞令の日付）が、それ以外の出張で官報及び講演録によって年月日・地域が判明するもの2件（出張先に（※）を付した）を加えた。
| 年                 | 月日     | 出張先                                                           | 講演録 |
| ------------------ | -------- | ---------------------------------------------------------------- | --- |
| 1878年（明治11年） | 3月27日  | 群馬県                                                           | |
| 1880年（明治13年） | 1月29日  | 兵庫県・滋賀県・岡山県                                           | |
| 1881年（明治14年） | 1月12日  | 岐阜県                                                           | 『農談筆記 上・下』                                                                                                 |
|                    | 4月12日  | 千葉県                                                           | |
|                    | 9月22日  | 石川県・岐阜県                                                   | |
| 1882年（明治15年） | 5月27日  | 下総種畜場                                                       | |
|                    | 8月22日  | 高知県                                                           | |
|                    | 10月5日  | 岐阜県                                                           | |
| 1883年（明治16年） | 3月13日  | 埼玉県                                                           | |
|                    | 4月14日  | 京都府                                                           | |
|                    | 5月29日  | 北海道3県                                                        | 『北海道農事問答』                                                                                                  |
|                    | 9月18日  | 福島県                                                           | |
| 1884年（明治17年） | 2月14日  | 福岡県・熊本県・鹿児島県                                         | |
|                    | 5月29日  | 下総種畜場                                                       | |
|                    | 8月25日  | 徳島県                                                           | |
|                    | 9月9日   | 滋賀県（※）                                                      | 『滋賀県農事問答』                                                                                                  |
| 1885年（明治18年） | 11月21日 | 宮城県                                                           | |
| 1886年（明治19年） | 1月12日  | 熊本県                                                           | |
|                    | 3月1日   | 千葉県                                                           | |
|                    | 6月18日  | 兵庫県・鳥取県・島根県・山口県・岡山県・広島県                   | |
|                    | 9月11日  | 東京府下6郡                                                      | |
|                    | 10月28日 | 千葉県                                                           | |
|                    | 12月16日 | 岡山県・広島県・山口県                                           | |
| 1887年（明治20年） | 5月3日   | 静岡県                                                           | 『農事説話集』 |
|                    | 8月6日   | 岩手県・福島県・宮城県                                           | 『船津甲部巡回教師演説筆記』                                                                                        |
|                    | 11月2日  | 静岡県                                                           | |
| 1888年（明治21年） | 1月25日  | 群馬県                                                           | |
|                    | 2月15日  | 新潟県                                                           | 『新潟県巡回講話応答筆記』                                                                                          |
|                    | 4月2日   | 富山県（※）                                                      | |
|                    | 6月15日  | 東京府・群馬県・茨城県・埼玉県・千葉県・長野県・神奈川県・栃木県 | 「甲部農事巡回教師講述 附質問筆記」『勧業臨時報告』、『農事講話筆記』、『農事演説筆記』、『普通農事改良法口演筆記』 |
| 1889年（明治22年） | 2月8日   | 静岡県                                                           | |
|                    | 2月28日  | 東京府上野公園                                                   | |
|                    | 3月21日  | 新潟県                                                           | |
|                    | 10月4日  | 埼玉県                                                           | |
|                    | 10月5日  | 青森県                                                           | |
|                    | 10月10日 | 神奈川県                                                         | |
| 1890年（明治23年） | 2月12日  | 山梨県                                                           | |
|                    | 3月12日  | 佐賀県                                                           | |
|                    | 4月15日  | 埼玉県                                                           | |
|                    | 4月22日  | 埼玉県                                                           | |
|                    | 5月5日   | 神奈川県                                                         | |
|                    | 5月9日   | 埼玉県                                                           | |
|                    | 7月17日  | 青森県                                                           | 『青森・秋田・山形三県下巡回復命書』                                                                                |
|                    | 9月16日  | 秋田県・山形県                                                   | 『青森・秋田・山形三県下巡回復命書』                                                                                |
|                    | 12月18日 | 大阪府・奈良県・三重県・愛知県・和歌山県                         | |
| 1891年（明治24年） | 2月21日  | 長崎県・愛媛県・香川県・福井県                                   | |
|                    | 3月3日   | 大分県                                                           | |
|                    | 5月4日   | 東京府南足立郡                                                   | |
|                    | 5月5日   | 群馬県                                                           | 『農談筆記』 |
|                    | 10月2日  | 群馬県                                                           | |
|                    | 10月12日 | 群馬県                                                           | |
|                    | 10月15日 | 群馬県館林                                                       | |
| 1892年（明治25年） | 2月8日   | 群馬県                                                           | |
|                    | 2月17日  | 愛媛県                                                           | |
|                    | 2月20日  | 千葉県                                                           | |
|                    | 4月5日   | 栃木県真岡町                                                     | |
|                    | 4月9日   | 埼玉県                                                           | |
|                    | 4月12日  | 山梨県                                                           | |
|                    | 5月2日   | 群馬県                                                           | |
|                    | 5月16日  | 東京府北豊嶋郡                                                   | |
|                    | 7月20日  | 群馬県                                                           | |
|                    | 9月19日  | 岡山県                                                           | |
|                    | 9月26日  | 東京府荏原郡                                                     | |
|                    | 9月29日  | 岡山県                                                           | |
|                    | 10月6日  | 東京府東多摩南豊嶋郡                                             | |
|                    | 10月19日 | 東京府北豊嶋郡                                                   | |
|                    | 10月26日 | 滋賀県                                                           | 『船津農商務技手談話筆記』、『船津農商務技師演説筆記』                                                              |
|                    | 11月11日 | 栃木県上都賀郡                                                   | |
| 1893年（明治26年） | 1月19日  | 千葉県                                                           | |
|                    | 1月26日  | 愛知県・奈良県                                                   | 『船津農商務技手演説筆記』、『普通農事改良講話筆記』                                                                |
|                    | 4月14日  | 神奈川県鎌倉郡中和田村                                           | |
|                    | 4月18日  | 群馬県北甘楽郡磐戸村・栃木県上都賀郡西大蘆村・賀蘇尾村           | |
|                    | 4月21日  | 栃木県芳賀郡真岡町                                               | |
|                    | 5月20日  | 栃木県上都賀郡                                                   | |
|                    | 7月18日  | 山梨県                                                           | |
|                    | 9月26日  | 神奈川県                                                         | |
|                    | 10月19日 | 栃木県                                                           | |
|                    | 10月30日 | 神奈川県鎌倉郡東鎌倉村                                           | |
|                    | 12月4日  | 栃木県那須郡                                                     | |
|                    | 12月22日 | 愛知県                                                           | 『農事改良講話筆記』                                                                                                |
| 1894年（明治27年） | 3月30日  | 福井県                                                           | |
|                    | 6月1日   | 三重県桑名郡                                                     | |
|                    | 9月26日  | 東京府東多摩南豊嶋郡                                             | |
|                    | 9月27日  | 埼玉県入間郡豊岡町                                               | |
|                    | 10月10日 | 埼玉県入間郡富岡村                                               | |
|                    | 10月19日 | 東京府荏原郡                                                     | |
|                    | 11月8日  | 東京府南葛飾郡                                                   | |
|                    | 11月22日 | 神奈川県高座郡                                                   | |
|                    | 12月2日  | 東京府南足立郡                                                   | |
| 1895年（明治28年） | 2月14日  | 静岡県志太郡益津郡                                               | |
|                    | 3月9日   | 長野県西筑摩郡・南佐久郡                                         | 『農事改良講話筆記』、『石山騰太郎君船津伝次平君講話筆記』                                                          |
|                    | 3月28日  | 栃木県河内郡                                                     | |
|                    | 4月9日   | 埼玉県高麗郡飯能町                                               | |
|                    | 4月10日  | 群馬県西群馬郡古巻村                                             | |
|                    | 4月12日  | 埼玉県秩父郡大高町                                               | |
|                    | 5月28日  | 京都市                                                           | |
|                    | 8月22日  | 新潟県                                                           | 『普通農事改良講話筆記』                                                                                            |
|                    | 11月16日 | 千葉県長柄埴生郡                                                 | |
| 1896年（明治29年） | 1月29日  | 群馬県                                                           | |
|                    | 3月26日  | 群馬県東群馬郡・南勢多郡                                         | |
|                    | 4月10日  | 群馬県群馬郡長尾村                                               | |
|                    | 4月15日  | 神奈川県津久井郡                                                 | |
|                    | 4月20日  | 神奈川県高座郡                                                   | |
|                    | 5月2日   | 群馬県利根郡                                                     | |
|                    | 6月30日  | 東京府北豊嶋郡王子村十条                                         | |
|                    | 7月4日   | 東京府荏原郡渋谷村                                               | |
|                    | 8月17日  | 石川県                                                           | |
|                    | 10月8日  | 群馬県佐波郡赤堀村                                               | |
|                    | 11月4日  | 千葉県千葉市原郡                                                 | |
|                    | 11月28日 | 埼玉県児玉郡仁手村                                               | |
|                    | 12月8日  | 群馬県佐波郡名和村外5ヶ村                                        | |
| 1897年（明治30年） | 1月15日  | 群馬県勢多郡芳賀村                                               | |
|                    | 2月10日  | 群馬県佐波郡                                                     | |
|                    | 2月23日  | 群馬県吾妻郡                                                     | |
|                    | 3月24日  | 群馬県勢多郡大胡村                                               | |
|                    | 4月7日   | 群馬県群馬郡                                                     | |
|                    | 5月6日   | 群馬県勢多郡                                                     | |
| 1898年（明治31年） | 2月4日   | 千葉県印旛郡遠山村                                               | |
|                    | 2月10日  | 群馬県碓氷郡豊岡村                                               | |
|                    | 2月14日  | 群馬県山田郡・埼玉県大里郡                                       | |
|                    | 3月18日  | 埼玉県入間郡                                                     | |

## 人物・逸話

### 農学
船津伝次平の農学は、伝統農学にほとんど影響を受けていないというのが通説である。ただし、講演録からは『斉民要術』、『農業全書』、佐藤信淵の著作からの引用が確認できる。とはいえ先人の説を無批判に採用する訳ではなく、「経験半ばにして未だ知らず」などという形で婉曲的に否定することもあった。伝次平の説は自身の経験を基盤に成り立っており、中国や日本の農書は、どちらかと言えば自説の補強や正当化のために引用していた側面が強いと考えられる。
船津伝次平は中庸の「率性」を「性にしたがう」と読む朱子の説を誤りとし、「性を率（ひき）いる」と読むべきだとした。これは「天性に順（したが）う」ことを主張した福岡の林遠里への批判として発せられたものである。ここに現れた伝次平の思想は、「人間は第二の造物主」であるから品種改良などによって自然を改良すべきという、西洋的自然観とでも言うべきものである。なお伝次平は「率性」を「性を率いる」と読むのを太宰春台の説としているが、太宰は『聖学問答』で「率」を「循」（＝したがう）としており、「ひきいる」とした太宰の文献は未確認である。
『稲作小言』中で伝次平は林遠里の寒水浸法と土囲法への批判を行っている。とはいえ批判一辺倒ではなく『船津甲部巡回教師演説筆記』においても寒水浸法と土囲法の「利害得失を判定し難し」と断言を避けながら、蟹爪器械という農具に対しては一定の評価をしている。
西洋農学の知識や若い学者の説も斥けずに積極的に取り入れた。明治20年代の講演では西洋農学の肥料の三要素とその機能について取り上げている。横井時敬の開発した塩水選も自ら実験して害がないことを確かめた上でその普及に努めている。
伝次平による農事上の発明に、「石苗間」がある。これは石あるいは瓦片を茄子・藍・タバコなどの苗の周囲に置き、その輻射熱で促成栽培を行う技法である。同様の原理を用いたものに静岡県の「石垣いちご」がある。石垣いちごの開発に石苗間が影響を与えたかは定かではないが、明治20年の静岡県における講演録の内容にも石苗間は含まれている。
在郷時代から俗謡のチョンガレ節に乗せて農業技術を説明することを得意としており、『里芋栽培法』『養蚕の教』『稲作小言』など、農民にも分かりやすいため講演録にもたびたび掲載されている。
農業指導にあたっては、株間、播種量、施肥量、温度など具体的数値を挙げて定量的に説明を試みた点が特筆される。
西ヶ原農事試験場における失敗として、サツマイモの貯蔵法が不適切で、腐らせてしまったことがある。伝次平は詫びに宴会代として十円を出したという。

### 人物
前述のように藍沢無満に師事し「冬扇」の号で俳諧を能くした。以下にいくつかを挙げる。
- 「駒場野や　ひらき残りに　くつわ虫」 - 駒場農学校に勤務し、畑を開墾した頃の作。大久保利通が訪れた際の作と言われることがある[52]が、大久保は明治11年5月に暗殺されているため駒場でくつわ虫を聞くことはできない。この句は自身でも短冊に書くなど気に入っていた作であり、墓碑にも刻まれている[53]。
- 「夏の野や　馬から落ちて　草の上」 - 北海道巡回中の作。
- 「こぼれても　草間に消へず　春の露」 - 岡山県草間村で高梁川に落ち命拾いした際の作[54]。

斉藤萬吉はドイツの二大農学者、リービッヒとテーアを挙げて、現在の日本では農芸化学を重んじてリービッヒ流が主となっているが、今後の日本農業界には自ら手を動かし働く船津伝次平のようなテーア流の人物が必要だと語っている。
話すことと言えば、農業と数学と料理のことであったといい、講演録の内容には漬物や卵の茹で方などの調理法も含まれる。特に飯を炊くことにかけては非常なこだわりがあり、日本各地を回りながらいつも飯の炊き方がなっていないと嘆息していたが、ただ一度だけある宿屋では理想通りの炊き方をしていたと語ったという。

## 子孫
伝次平は妻いしとの間に四男二女をもうけ、長男伝次郎は富士見村村会議員を務め、次男平五郎は栃木の井上家を継ぎ、三男金次郎は八木原（渋川市）の狩野家を継いだ。伝次郎の長男惣平は初代富士見村農業協同組合長を務めた。

## 顕彰

### 顕彰碑
- 「船津翁の碑」（東京都北区飛鳥山公園） - 大日本農会会頭小松宮彰仁親王篆額、品川弥二郎[注釈 7]撰文による頌徳碑。発起委員は横井時敬、酒匂常明、沢野淳（いずれも伝次平が駒場農学校に勤務した時代の学生）ら。明治34年（1901年）4月14日落成。
- 「船津伝次平翁贈位記念碑」（群馬県前橋市富士見町原之郷） - 大正7年（1918年）に従五位を贈位されたのを記念して、筆子ら地元の人々が建立した。大正9年（1920年）3月7日除幕式。

### 銅像
- 船津伝次平翁像 - 前橋市富士見支所（旧富士見村役場）構内、平成元年（1989年）建立。

### 郷土史教育において
- 群馬県の郷土かるた「上毛かるた」では、「ろ」の札に「老農　船津伝次平」として採録されている。
- 旧富士見村の郷土かるた「富士見かるた」では、「め」の札に「明治の老農　船津翁」として採録されている。

## 著書
- 「桑苗簾伏（すぶせ）法」1873年 - 養蚕のための桑苗の増産手法の普及書。
- 「太陽暦耕作一覧」1873年 - 明治6年に改暦された太陽暦に基づく農作業表。
- 「里芋栽培法」1884年 - 明治6年に書いた里芋の栽培法についての教本。
- 「納税早見」1874年
- 「養蚕の教」1875年
- 「農家の薬」1879年
- 「農業問答」1881年
- 「栽桑実験録」1883年
- 「農事説話集」1888年
- 「稲作小言」1890年、奈良軍平（伝次平の筆子）著、船津伝次平訂。[注釈 8]
- 「直枠坪刈用表」1895年 - 沢野淳と坪刈法の改良を行った。
- 「選種法」1896年
- 「韮栽培法及効用」1897年
- 「桑樹萎縮病予防問答」1898年

ほかに、巡回講演内容を各県が刊行したものがある。講演録は、#出張歴を参照。

## 登場する作品
- 花燃ゆ - 2015年、NHK大河ドラマ、演：石原良純